# Racopilum anomalum
Racopilum anomalum là một loài rêu trong họ Racopilaceae. Loài này được Schwägr. mô tả khoa học đầu tiên năm 1830.